# 瓜尔迪亚佩蒂卡拉
瓜尔迪亚佩蒂卡拉（義大利語：Guardia Perticara），是意大利波坦察省的一个市镇。总面积53平方公里，人口643人，人口密度12.1人/平方公里（2009年）。ISTAT代码为076038。